# Гіпоксемія
Гіпоксемія (від дав.-гр. ὑπο- — приставка зі значенням ослабленності якості, лат. oxygenium — кисень та дав.-гр. αἷμα — кров) — являє собою зниження парціального тиску (вмісту) кисню у крові внаслідок різних причин, серед яких порушення кровообігу, підвищена потреба тканин в кисні (надлишкове м'язова навантаження і ін.), зменшення газообміну в легенях при їх захворюваннях, зменшення вмісту гемоглобіну в крові (наприклад, при анеміях), зменшення парціального тиску кисню у вдихуваному повітрі (висотна хвороба) та ін. При гіпоксемії парціальний тиск кисню в артеріальній крові (РаО2) становить менше 60 мм рт. ст., сатурація нижче 90%. Гіпоксемія є однією з причин гіпоксії.